# 岑子杰
岑 子杰（しん しけつ、拼音: Sham Tsz-kit、英語名：ジミー・シャム（Jimmy Sham）、1987年6月29日 - ）は、香港の民主主義政治家である。社会民主連線に所属している。沙田区区議会瀝源選挙区議員。

## 来歴

### 職歴
- 2015-2016 / 2018-　民間人権陣線召集人
- 2020-　沙田区区議会瀝源選挙区議員
- 2020-　香港社会民主連線副主席

## 顕彰
32歳の岑子杰は、泰晤士報よって「ユニークなキャラクター」（uniquely distinctive figure）と見なされました，そして彼を刺激的なスピーカーと呼んだ了，同性愛のアイデンティティに関する記事も指摘されています。
岑氏なので民間人権陣線召集人，に2019年-2020年香港民主化デモその中で、多くの大規模な会議を成功裏に招集デモ活動，昨年を含む6月16日、デモは予定通りに実施され、主催者発表で200万と1人（「1人」は15日に落下死した男性を指す）がが参加した。
《泰晤士報》また、昨年2回殺人犯による岑子杰の襲撃事件についても振り返りましたが、彼は区議会選挙での勝利を妨げることはなく、現在は新しい区議員になっています。評価は運動が完了するまでにまだ長い道のりがあると信じています、しかし「もし双方が十分なコンセンサスと対話を持っているなら、センジジは交渉の中心人物になるでしょう」。